# بیگانه را بگیر
بیگانه را بگیر یا گرینگو را بگیر (به انگلیسی: Get the Gringo) فیلمی است محصول سال ۲۰۱۲ و به کارگردانی آدریان گرونبرگ است. در این فیلم بازیگرانی همچون مل گیبسون، کوین هرناندز، دولورس اردیا، دنیل خیمنس کاچو، خسوس اوچوآ، پیتر گرتی، پتر استورماره، باب گانتون، اسکات کوئن، پاتریک بوشو، استفانی لملین ایفای نقش کرده‌اند.

## داستان و نام
یک سارق حرفه‌ای در مرز بین آمریکا و مکزیک به دام می‌افتد. مقامات مکزیکی او را به زندان عجیب‌وغریب، دورافتاده و بدون امکاناتی می‌فرستند و شرایط بسیار سختی را به او تحمیل می‌کنند. پس از مدتی این زندانی آمریکایی رابطهٔ صمیمانه‌ای با یک پسربچه و مادرش برقرا می‌کند
«گرینگو» اصطلاحی است که اسپانیولی‌زبان‌ها و به‌ویژه مکزیکی‌ها برای خطاب قرار دادن خارجی‌ها و به‌ویژه انگلیسی‌ها و آمریکایی‌ها به کار می‌برند.